# Fátima Miranda
Fátima Miranda (Salamanca, 1952) es una cantante e investigadora española, galardonada en 2018 con el premio nacional Medalla de Oro al Mérito en las Bellas Artes. Sus composiciones tocan varios géneros como las canciones folclóricas de Mongolia o la música Dhrupad india. Ha investigado la voz humana y creado técnicas de voz exclusivas, clasificados por tonalidad y registro. Su interés en la vanguardia también cubre video, música minimalista, stage arts y artist-public contact.

## Trayectoria profesional
Realizó estudios de Historia del Arte, se especializa en Arte Contemporáneo y publica dos libros sobre arquitectura y urbanismo.
Desarrolló técnicas de la voz personales que se plasmaron en Flatus Vocis Trio, grupo dedicado a la poesía fonética, y en su colaboración con el compositor francés Jean-Claude Eloy.
Con Llorenç Barber formó el grupo Taller de Música Mundana en 1979. También fue la directora de la fonoteca de la Universidad Complutense de Madrid de 1982 a 1989.
Entre 1983 y 1993 estudió bel canto con Esperanza Abad, María Dolores Ripollés, Jesús Aladrén y Evelyne Koch, con el fin de poder asociar unas y otras técnicas vocales, habitualmente consideradas incompatibles.
En 1987-1988 estudió en París técnicas vocales tradicionales con la japonesa Yumi Nara, gracias a una beca concedida por la Fundación Juan March.
En 1988 aprendió canto difónico mongol en el Museo del Hombre de París con Tran Quang Haï -consistente en la producción simultánea de dos emisiones vocales: la nota fundamental como bordón y la melodía producida por su serie de armónicos
En 1996 recibe la beca DAAD, siendo invitada como artista en residencia en Berlín.
El 24 de noviembre de 2009, recibió el Premio Internacional "Demetrio Stratos" para la música experimental.
En 2018 recibió Medalla de Oro al mérito en las Bellas Artes otorgada por el Gobierno de España.

## Discografía
- Las Voces de la Voz 1992
- Concierto en directo 1994
- Concierto en Canto 1996
- ArteSonado 2000[9]
- Cantos Robados (2005)
- MADrid MADrás MADrid! (2007)
- perVERSIONES (2011)
- aCuerdas (2014)
- Living Room Room (2016)[10]